# Baras (Rizal)
Baras es un municipio de Cuarta Clase de la provincia de Rizal, Filipinas. Posee un área de 84,93 km². De acuerdo con el censo de 2007, tiene una población de 31,524 habitantes, con una densidad de 371,18 hab/km². El alcalde es Wilfredo C. Robles del partido Lakas-CMD.

## Barangays
Baras está políticamente en 10 barangays.
- Evangelista
- Rizal (Pob.)
- San José
- San Salvador
- Santiago
- Concepción
- San Juan
- San Miguel
- Mabini
- Pinugay